# Thahan Phran

Un membre du Thahan Phran armé d'un HK33A2 en 2008.

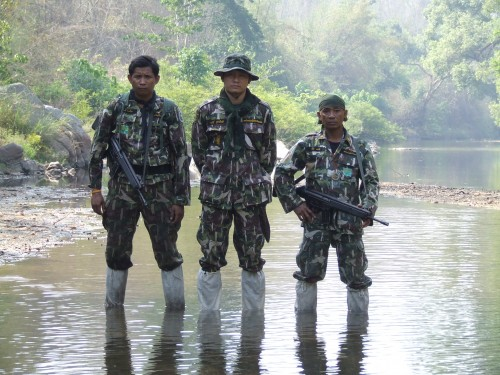
Un groupe du Thahan Phran. Une cinquantaine de gardes-forestiers thaïlandais ont été tués entre 2009 et 2015 dans la lutte contre le braconnage.

Le Thahan Phran (thaï : ทหารพราน, littéralement "chasseurs soldats"; Thai Ranger; Force paramilitaire royale thaïlandaise) est une force d'infanterie légère paramilitaire thaïlandaise créée en 1978 chargés de la surveillance des frontières en tant que supplétifs de l'armée royale thaïlandaise et du corps des marines thaïlandais.
Il est fondé le 18 juillet 1978 en remplacement d'une précédente milice créée en 1965. Constitué de locaux connaissant intimement la région où ils sont affectés, son rôle est à l'origine de lutter contre la guérilla du Parti communiste thaïlandais. En 1981, il remplace 80 % des unités de l'armée régulière dans les actions de contre-insurrection dans les zones frontalières. 
Leur effectif a atteint jusqu’à 20 000 personnes avec les réservistes au début des années 1990 avec 21 régiments. En 2000/2001, une réorganisation lancé par Surayut Chulanon supprime 8 régiments et ramène l'effectif à 10 600 hommes; le Paramilitary Marine Regiment (en) (16 compagnies et une section féminine pour un effectif de 1 600 personnes) est créer le 24 mai 2016 pour être affectée au Corps d'infanterie de marine de la Marine royale thaïlandaise.
Depuis, ses membres sont devenus responsables de la défense de première ligne de la frontière thaïlandaise : en combattant les forces armées intrusives, telles que les armées d'insurrection ethniques et les groupes de trafiquants de drogue dans les zones frontalières entre la Thaïlande et la Birmanie ; garder les camps de réfugiés; maintenir la paix et la sécurité dans les zones troublées. Ils sont largement connus pour leur implication dans des activités violentes et à caractère politique notamment lors des manifestations politiques thaïlandaises de 2010,. 
Cette milice n'est pas financés par le ministère de la Défense mais par le ministère de l’Intérieur. Il travaille en collaboration avec le Département de la police aux frontières de la Police royale thaïlandaise contre les divers trafics interfrontaliers (trafic de drogue, contrebande, braconnage).

## Unité similaire
- Citizen Armed Force Geographical Unit, Philippines
- Rangers pakistanais